# Erivelto Emiliano da Silva
Erivelto Emiliano da Silva, meglio noto come Erivelto (Bezerros, 1º ottobre 1988), è un calciatore brasiliano, attaccante del Bankhai United.

## Carriera
Ha giocato nella massima serie dei campionati portoghese e qatariota.

## Palmarès

### Individuale
- Capocannoniere della Segunda Liga: 1

2014-2015 (23 reti)